# دوین چمبرز
دوین چمبرز (انگلیسی: Dwain Chambers؛ زادهٔ ۵ آوریل ۱۹۷۸) دونده اهل بریتانیا است.
وی در مسابقات کشوری و بین‌المللی در مجموع برندهٔ ۱۰ مدال طلا، ۴ مدال نقره و ۳ مدال برنز شده‌است.